# Células HUVEC
As células HUVEC (do inglês human umbilical vein endothelial cells ou células endoteliais de veia umbilical humana) são células derivadas do endotélio de veias do cordão umbilical humano. São utilizadas como sistema modelo para o estudo da função e patologia de células endoteliais (por exemplo, a anxiogénese). A conveniência do seu uso deve-se ao seu baixo custo e às técnicas simples que se podem aplicar para isolá-las do cordão umbilical, o qual normalmente é cortado depois do parto. As HUVECs foram isoladas e cultivadas in vitro pela primeira vez na década de 1970 por Jaffe e outros. É comum fazer com que as células HUVEC proliferem em instalações de laboratório. Igual que as células endoteliais da artéria umbilical humana mostram um fenótipo pavimentoso quando cobrem o interior das paredes dos vasos sanguíneos.